# 特拉皮夫卡
45°47′42″N 29°41′55″E / 45.79500°N 29.69861°E
特拉皮夫卡（烏克蘭語：Трапівка）是位於烏克蘭西南部的村莊，由敖德萨州裡比爾霍羅德-德涅斯特羅夫斯基區的利曼市鎮負責管轄。該村面積2.05平方公里，海拔高度13米，2001年人口1,068，人口密度每平方公里520.98人。